# Zielmarke

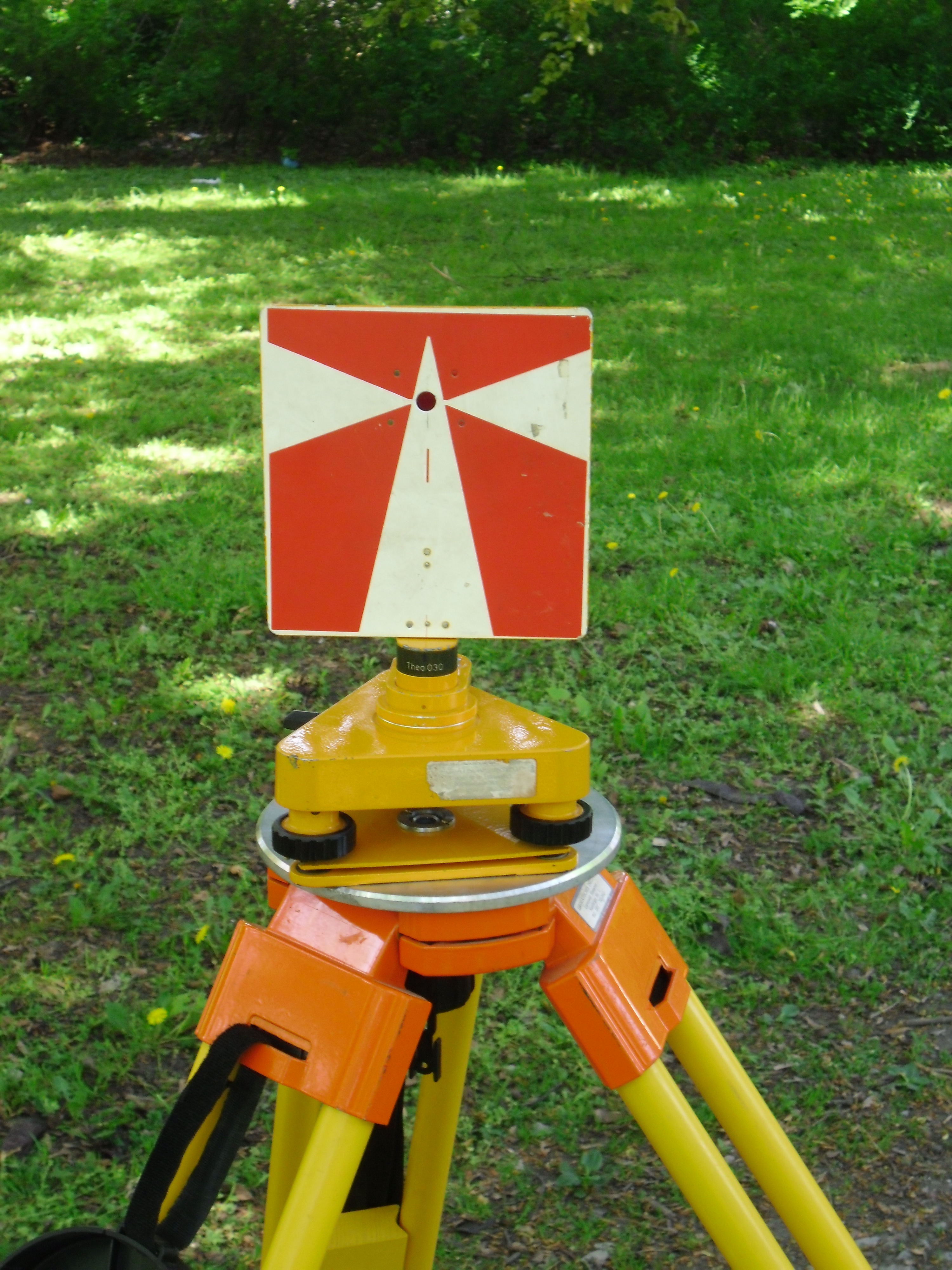
Zieltafel, wie sie in der Geodäsie zur Winkelmessung mit dem Theodolit verwendet wird.

Als Zielmarke wird in der Messtechnik und im Instrumentenbau eine genau geritzte Messmarke  auf Glas oder Metall bezeichnet.
Zielmarken dienen entweder selbst als Messmittel (zum Beispiel im Messmikroskop eines Stereokomparators oder in der Bildebene eines Fernrohrs), oder sie werden durch das Fadenkreuz eines optischen Systems angezielt, zum Beispiel die Rahmenmarken auf einer Fotoplatte, oder eine in größerer Entfernung angebrachte Mire.
In der Geodäsie werden oft Zieltafeln verwendet, die ebenso auf einem Stativ aufgestellt werden können wie ein Theodolit. Sie haben zwei oder vier kontrastreiche, keilförmige Zielmarken, um auch aus größerer Entfernung ein genaues Anzielen zu ermöglichen. Durch wechselweises Verwenden und Austauschen von Zieltafel und Theodolit – die sogenannte Zwangszentrierung – kann die Messgenauigkeit zum Beispiel in einem Polygonzug auf etwa 0,1 mm gesteigert werden, während sie bei Anzielen einer Messlatte im Bereich mm bis cm liegt.
Für präzise Entfernungsmessungen auf 10–30 m war bis zur Entwicklung der elektronischen Distanzmessung die 2-Meter-Basislatte oft in Gebrauch. Sie trägt an den beiden Enden ebenfalls je eine Zielmarke, mit denen der parallaktische Winkel gemessen wird.
In der Astronomie, Astrogeodäsie und Markscheidekunde werden Zielmarken verwendet, die mit Einrichtungen zur Beleuchtung versehen sind.